# برايان نايلور
برايان نايلور (بالإنجليزية: Brian Naylor)‏ هو مقدم تلفزيوني أسترالي، ولد في 21 يناير 1931 في ملبورن في أستراليا، وتوفي في 7 فبراير 2009 في Kinglake West, Victoria ‏ في أستراليا.

## وصلات خارجية
- برايان نايلور على موقع IMDb (الإنجليزية)